# Карл Марія Демельгубер
Карл Марія Демельгубер (нім. Karl Maria Demelhuber; 27 травня 1896, Фрайзінг — 18 березня 1988, Зесгаупт) — командир з'єднань військ СС, обергруппенфюрер СС і генерал військ СС (21 червня 1944). Кавалер Німецького хреста  в сріблі (9 листопада 1943).

## Біографія

### Ранні роки
Народився 27 травня 1896 року у південнобаварському місті Фрайзінг.
2 серпня 1914 року вступив добровольцем у 1-й Баварський прина-регента Луїтпольда польовий артилерійський полк. Учасник Першої світової війни, з січня 1915 року служив у зенітній частині свого полку. За бойові заслуги нагороджений Залізним хрестом 1-го і 2-го класу; лейтенант (з 1916 року).

### Міжвоєнний період
З березня 1919 по травень 1920 року служив у рядах Добровольчого корпусу Франца фон Еппа, учасник боїв з комуністами в Мюнхені і Рурі. В травні 1919 року переведений в 21-й артилерійський полк; обер-лейтенант (з 1919 року). в лютому 1920 року демобілізований.
Закінчив торгівельні курси у Мюнхені. 1 січня 1921 року Демельгубер вступив у Баварську земельну поліцію, командир взводу.
20 лютого 1922 року вступив у NSDAP (партійний квиток №4439). Після Пивного путчу Нацистська партія була заборонена, і Демельгубер автоматично перестав бути її членом. Повторно в неї так і не вступив, хоча Демельгубер все життя залишався послідовним прихильником нацизму.
Після приходу NSDAP  до влади 10 травня 1933 призначений ад'ютантом поліцай-президента Мюнхена і згодом підвищений до капітана поліції (1 червня 1933). 1 травня 1934 року вступив у СА і отримав звання штандартенфюрера. 31 січня 1935 року покинув службу в поліції.
15 березня 1935 року Демельгубер вступив у СС (службове посвідчення № 252 392) у званні оберштурмбанфюрера і зарахований в частини підсилення СС. 1 квітня 1935 року призначений командиром 2-го батальйону полку СС "Дойчланд". З 1 жовтня 1936 року командир полку СС "Германія".  Будучи одним з дво (пізніше - трьох) командирів полків частин підсилення СС, Демельгубер зробив великий внесок у розвиток частин підсилення СС, перш за все - свого полку. Втім, якихось особливих ідей він не додав, а просто був талановитим професіоналом.

### Друга світова війна

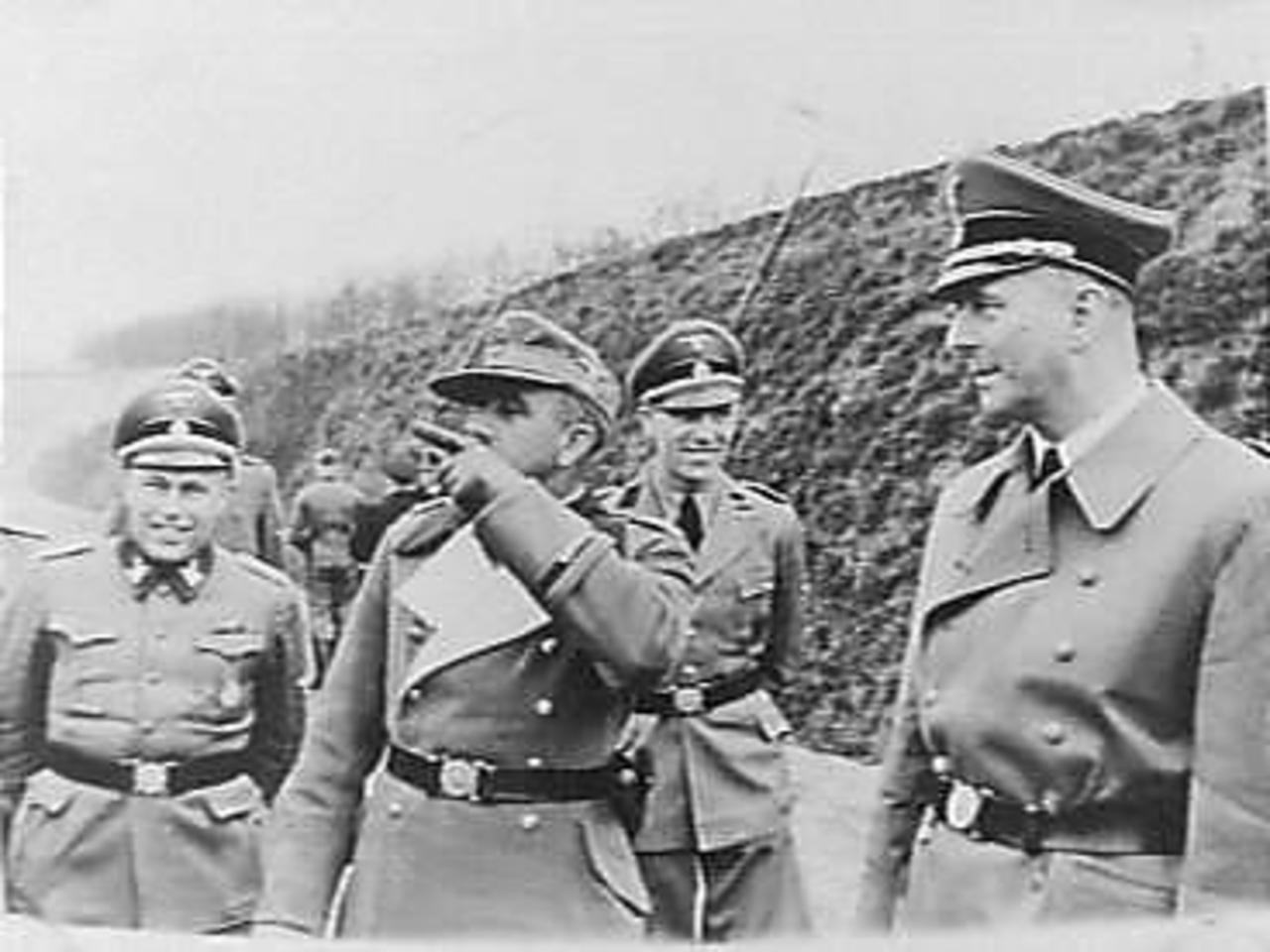
Демельгубер (другий зліва) у Нідерландах (1942)

Учасник Польської і Французької кампанії. З листопада 1940 року командувач військами СС в генерал губернаторстві (зі штаб-квартирою в Кракові).
З 24 квітня 1941 року - командир 1-ї мотопіхотної бригади СС.
З 15 березня 1941 до 1 квітня 1942 року - командир 6-ї гірської дивізії СС "Норд". 1 липня 1941 року дивізія увійшла до складу 36-го гірського корпусу і брала участь в боях у боях на Мурманському напрямку, в районі залізничного шляху Мурманськ - Кандалакша.
З 11 червня 1942 до 9 листопада 1944 - командувач військами СС в Нідерландах.
З 15 сіяня до 8 травня 1945 року - командир 16-го корпусу СС.
У квітні-травні 1945 року - уповноважений рейхсфюрера СС в оперативному штабі на Балтійському узбережжі.
16 травня 1945 року заарештований військовою поліцією союзників у Шлезвіг-Гольштайні.

### Повоєнні роки
17 травня 1948 року звільнений з полону.
Помер 18 березня 1988 року в Зесгаупті, Південна Баварія. Демельгубер був останнім живим обергруппенфюрером СС.

## Звання
- Лейтенант (1916)
- Обер-лейтенант (1919)
- Гауптман охоронної поліції (1 червня 1933)
- Штандартенфюрер СА (1 травня 1934)
- Оберштурмбаннфюрер СС (15 березня 1935)
- Штандартенфюрер СС (1 жовтня 1936)
- Оберфюрер СС (30 січня 1940)
- Бригадефюрер СС і генерал-майор військ СС (9 жовтня 1941)
- Группенфюрер СС і генерал-лейтенант військ СС (20 квітня 1942)
- Обергруппенфюрер СС і генерал військ СС (21 червня 1944)

## Нагороди
- Залізний хрест 2-го і 1-го класу
- Орден «За заслуги» (Баварія) 4-го класу з мечами
- Військовий хрест «За заслуги» (Баварія) 3-го або 2-го класу з мечами і короною
- Нагрудний знак «За поранення» в чорному
- Німецький кінний знак в сріблі
- Почесний партійний знак «Нюрнберг 1929»
- Почесний хрест ветерана війни з мечами
- Йольський свічник (16 грудня 1935)
- Кільце «Мертва голова»
- Спортивний знак СА в бронзі
- Медаль «За вислугу років у поліції» 3-го і 2-го ступеня (18 років)
- Медаль «У пам'ять 13 березня 1938 року»
- Медаль «У пам'ять 1 жовтня 1938» із застібкою «Празький град»
- Пам'ятна військова медаль (Угорщина) з мечами
- Медаль за участь у Європейській війні (1915—1918) з мечами (Болгарія)
- Застібка до Залізного хреста 2-го і 1-го класу
- Хрест Воєнних заслуг 2-го і 1-го класу з мечами
- Орден Хреста Свободи 1-го класу з мечами (Фінляндія) (1 грудня 1941)
- Медаль «За зимову кампанію на Сході 1941/42»
- Німецький хрест в сріблі (9 жовтня 1943)
- Орден Корони Італії, кавалерський хрест (грудень 1943)

## Цікаві факти
- Серед знайомих Демельгубер мав прізвисько «Тоска» — на честь своєї улюбленої опери.